# شفلرية بالاوية
شفلرية بالاوية (الاسم العلمي:Schefflera palawanensis) هي نوع من النباتات تتبع جنس الشفلرية من الفصيلة الأرالية.